# Pont-sur-Sambre
Pont-sur-Sambre település Franciaországban, Nord megyében. Lakosainak száma 2387 fő (2022. január 1.). Pont-sur-Sambre Hargnies, Aulnoye-Aymeries, Berlaimont, Saint-Remy-du-Nord, Vieux-Mesnil, Bachant, Boussières-sur-Sambre és Locquignol községekkel határos.

## Népesség
A település népességének változása:
| Lakosok száma | 2526 | 2539 | 2566 | 2541 | 2505 | 2469 | 2434 | 2410 | 2387 |
|               | 2013 | 2015 | 2016 | 2017 | 2018 | 2019 | 2020 | 2021 | 2022 |